# Доњи Драганец
Доњи Драганец је насељено место у граду Чазма, Бјеловарско-билогорска жупанија, Хрватска.

## Историја
До територијалне реорганизације у Хрватској био је у саставу старе општине Чазма.

## Становништво
У попису становништва из 2011. године, Доњи Драганец је имао 139 становника.
| Број становника према пописима | Број становника према пописима | Број становника према пописима | Број становника према пописима | Број становника према пописима | Број становника према пописима | Број становника према пописима | Број становника према пописима | Број становника према пописима | Број становника према пописима | Број становника према пописима | Број становника према пописима | Број становника према пописима | Број становника према пописима | Број становника према пописима | Број становника према пописима |
| ------------------------------ | ------------------------------ | ------------------------------ | ------------------------------ | ------------------------------ | ------------------------------ | ------------------------------ | ------------------------------ | ------------------------------ | ------------------------------ | ------------------------------ | ------------------------------ | ------------------------------ | ------------------------------ | ------------------------------ | ------------------------------ |
| 1857                           | 1869                           | 1880                           | 1890                           | 1900                           | 1910                           | 1921                           | 1931                           | 1948                           | 1953                           | 1961                           | 1971                           | 1981                           | 1991                           | 2001                           | 2011                           |
| 234                            | 335                            | 352                            | 307                            | 337                            | 347                            | 300                            | 315                            | 308                            | 296                            | 259                            | 201                            | 153                            | 168                            | 154                            | 139                            |

Напомена: Године 1857. исказивано под именом Драганец Стари. Године 1869. и 1880. насеље је исказивано под именом Драганец. Садржи податке за то некадашње насеље у наведеним годинама.